# 丹隆·拉差努帕
丹隆·拉差努帕亲王（皇家轉寫：Damrongrachanuphap，1862年6月22日—1943年12月1日），本名迪宣古曼（ดิศวรกุมาร），暹羅（泰國）扎克里王朝親王、历史学及古典文学研究者，泰王拉瑪四世蒙固之子，拉瑪五世之弟。曾担任泰国教育大臣、内务大臣，在内务部任职期间，他主持將泰國原有的100來個省區歸併為14個特區71个府，为现代泰国行政区划的建立及疆界的形成奠定了基础。在学术领域，他對泰国在大城王朝以前的历史及泰族起源颇有研究，被称为泰国历史学之父。

## 生平
丹隆·拉差努帕本名迪宣古曼，于1862年6月22日出生于曼谷，是泰王拉玛四世的第57个儿子，其母妃是楚，1868年，其父驾崩，长兄朱拉隆功继位，是为拉玛五世，在年幼时，丹隆與诸兄弟接受了宫廷教师的教诲，對欧美国家有了基本的认识，之后，他在宫廷內侍奉兄长，亦在父王当过住持的巴翁僧王寺出家習法，还在寺庙里编写了一部扫盲课本，离开寺院后，他回到王宫，担任教育大臣:57，並辅佐朱拉隆功改革教育，引入了欧美教育制度，並将其與泰国传统相融合，亦主持修建了不少新式学校:259-260，1891年至1892年间，他还作为泰国政府的特别代表，出访了俄罗斯、奥斯曼帝国、埃及、英国及英属地印度、缅甸，考察了这些国家的教育制度:27-28。
1892年，朱拉隆功建立内务部，丹隆随即出任内务大臣，负责控制泰北诸邦，迫使清迈、帕尧等地的昭勐接受了朱拉隆功的改革，1900年，在他的主导下，蒙通制度在泰国全境实施，中央政府對泰北兰纳、依善、泰南等地的管理權也因此得到了加強，这些地方也正式成为泰国领土的一部分:63-64，为现代泰国民族在社会文化的整合创造了政治条件，在整合期间也曾遭受过各地统治者的反抗，但中央政府均予以镇压，其中，泰南的北大年苏丹卡马鲁丁等反抗者还遭到流放:28-34。1908年以后，他领导的内务部取代公共教育部，开始接管全国各乡镇的学校，推广中部泰语作为教学语言，动员农村学龄儿童入学，农村扫盲运动也得以深入发展。丹隆也趁视察各地之际，收集各地碑刻、古籍，同时召集学者进行整理，创立暹罗学会、泰国考古学会、国立博物馆、图书馆，将研究成果定期对外发布:58。
朱拉隆功驾崩後，其子哇集拉兀登基，是为拉玛六世，他對丹隆颇多猜忌，迫于压力的丹隆因此于1915年辞去内务大臣职务，改任泰國國家圖書館馆长，拉玛七世继位後，丹隆东山再起，出任最高理事會（即日后的枢密院）院长，也是王室智囊团的一员:57:142，1932年6月，對于君主专制不满的泰军和民党发动暹羅立憲革命，迫使拉玛七世交出实权，開啟了泰國的君主立憲制時代，期间，丹隆曾被军方扣押作人质，革命结束后，他流亡槟榔屿，继续从事学术研究:57-58:109，亦曾造访英属缅甸、海峡殖民地、荷属东印度等地，1942年，泰国加入大東亞共榮圈後不久，丹隆得以回到其位于曼谷的居所，并于1943年逝世:29。

## 作品
丹隆·拉差努帕以历史学及文學见长，在文學领域，丹隆文风朴素，语言明快洒脱、通俗易懂，在皇家图书馆任内还编纂了古典名著《昆昌昆平》，还对《律律阮败》等作品的创作背景进行了考证:59-64。而在历史学领域，他透过整理历代文献，采取比较文献学的研究方法，编纂出版了不少泰国历史典籍，研究领域包含了宗教史、艺术史、政治史、文字史、民族学等:58，其代表作为《我们与缅甸之战》，原本为一本简单介绍泰国与缅甸冲突的编年史参考集，經其编纂加工後，发展成为一部介绍大城、吞武里、曼谷诸王朝與缅甸之战争的巨著，他还著有《素可泰编年史》、《纳黎萱大帝本纪》、《论古典舞蹈》、《泰国佛教徒的纪念物》、《钱币考》、《旗帜考》、《戏剧考》等专著，亦校正了《曼谷王朝实录》中的错误，之后，他还计划编纂《拉玛五世实录》，但并未完成:37-38。1925年，他在朱拉隆功大学发表了一关于暹罗历史的演讲，后来被整理编辑为《暹罗古代史》一书，在书中，他提出了自己对于泰族起源的理解，认为泰族起源于中国长江以南地区，后因受到汉人压迫而逐步南迁至昭披耶河流域并与当地原住民相融合，最终形成了近现代泰族，其史学研究成果对于欧美国家研究东南亚历史具有较高的参考价值，不过因为缺乏考证，他的部分史学理解也受到了后世学者的质疑與否定，中国东南亚史专家邹启宇就指出丹隆认为兰甘亨在1294年、1300年曾访问中国的观点于史无据，不足为凭。

## 家庭
丹隆亲王共有32个子女，其子孙皆以迪沙军（ดิศกุล）为姓，在朝鲜战争期间担任泰国驻联合国司令部联络官、军方代表的披西迪邦·迪沙军、艺术史学者素帕德拉迪·迪沙军均为他的儿子。曾担任泰国驻瑞士大使的桑甲迪·迪沙军是丹隆的孙子，而曾担任清迈府尹、国务部长的巴纳达·迪沙军则是桑甲迪之子，也是丹隆的曾孙。

## 评价與纪念
在泰国，丹隆·拉差努帕享有崇高地位，並因其对史学的贡献而获得了“历史之父”的称号，1962年诞辰100周年之际，联合国教科文组织将其列入「世界文化名人」，他也是第一位获此称号的泰国人，2001年，为了纪念他的贡献，泰国政府还将其逝世日期12月1日定为“丹隆·拉差努帕日”。其研究贡献也得到了一些学术组织的肯定，其本人也加入了英国皇家亚洲学会、法国远东学院、德国柏林东亚学会，而新加坡学者许云樵则将其與中国学者冯承钧、法国学者伯希和并列为三位对南洋史学贡献最大的学者:58。
不过也有人批评丹隆所持的史学理论，中国云南省社会科学院东南亚研究所学者马勇就批评丹隆附和欧美学者主张的“汉族压迫泰族南迁说”，助长了大泰族主义心理，也在一定程度上歪曲了泰国古代史。另一方面，虽然身为王室成员並长期担任内阁部长，但因为缺乏决策权，丹隆协助朱拉隆功推行的教育、行政改革成效有限，他自己也承认对行政体系的改革在事实上保留了传统的社会关系及行政观念，而他领导的内务部动员儿童入学，发展农村教育的进程也相当缓慢，当时泰国的基础教育仍然落后于英属缅甸與美屬菲律賓。